# Hadrumetum
Hadrumetum, znan tudi po več drugih imenih, je bil feničanska kolonija, starejša od Kartagine. Kasneje je postal eno od najpomembnejših mest v rimski Afriki. Za Rimljani je prišel pod oblast Vandalov in Omajadskega kalifata in bil popolnoma porušen. V zgodnjem modernem obdobju je bil vas z imenom Hammeim, zdaj pa je del tunizijskega mesta Sousse. 
Med izkopavanji na mestu sedanje cerkve Naše Gospe brezmadežnega spočetja v Soussu so odkrili številne punske stele.

## Imena
Feničansko in punsko ime kraja je bilo DRMT (𐤃𐤓𐤌𐤕 ali 𐤀𐤃𐤓𐤌𐤕), kar pomeni "Južni". Ime je podobno hebrejski besedi hebrejsko דרום (darom, južno ali ha-dromit, južni).
Starodavne transkripcije imena kažejo veliko različic. Grki so ime helenizirali v Adrýmē (Ἀδρύμη), Adrýmēs (Ἀδρύμης), Adrýmēton (Ἀδρύμητον), Adrýmētos (Ἀδρύμητος), Adramýtēs (Ἀδραμύτης), Adrámētós (Ἀδράμητος) in Adrumetum (Ἀδρούμητον).
Na ohranjeni rimskih napisih in kovancih je ime  standardizirano kot Hadrumetum, v drugih virih pa se pojavljajo tudi imena Adrumetum, Adrumetus,  Adrimetum, Hadrymetum itd.  Po navidezno ponovni ustanovitvi mesta kot rimske kolonije je bilo uradno ime spremenjeno v Colonia Concordia Ulpia Trajana Augusta Frugifera Hadrumetina v čast njenemu cesarskemu pokrovitelju Trajanu.
V zgodnjem 5. stoletju so mesto preimenovali v Honoriopolis po cesarju Honoriju, nato v Hunericopolis po vandalskem kralju Huneriku in v Justinianopolis po bizantinskem cesarju Justinijanu I.

## Geografija
Hadrumetum je stal ob ustje majhne reke v zalivu Hammamet (Sinus Neapolitanus) na tunizijski obali Sredozemskega morja.

## Zgodovina

### Feničanska kolonija
V 9. stoletju pr. n. št. so kolonisti iz Tira ustanovili Hadrumetum kot trgovsko postojanko in vmesno točko na svojih trgovskih poteh med Italijo in Gibraltarskim prelivom. Mesto je bilo ustanovljeno pred Kartagino.  vendar je po dolgem Nebukadnezarjevem obleganju Tira  v 580. in 570. letih pr. n. št., tako kot druge zahodne feničanske kolonije, postalo del kartažanskeg imperija.

### Kartažansko mesto
Mesto je leta 310 pr. n. št. med sedmo sicilsko vojno zavzel Agatoklej iz Sirakuz kot del svojega neuspelega poskusa, da bi spopade premaknil v Afriko. Hadrumetum je po porazu Kartažanov leta 202 pr. n. št. v bitki pri Zami, ki je odločila izid druge punske vojne, nudil zatočišče Hanibalu in drugim preživelim Kartažanom. Punsko mestno obzidje je bilo dolgo 6410 metrov. Nekaj njegovih ruševin je še vidnih.

### Rimsko mesto
Med tretjo punsko vojno je vlada Hadrumetuma podprla Rimljane proti Kartagini in po uničenju Kartagine leta 146 pr. n. št. v zahvalo prejela dodatno ozemlje in status svobodnega mesta. V tem obdobju je mesto izbiralo svoja magistrata (šofet, latinsko duumvir) in kovala svoj bronast denar s podobo Neptuna ali Sonca.
Med državljansko vojno med Pompejem in Julijem Cezarjem je Gaj  Konzidij Long zavaroval Hadrumetum za optimate z vojsko, enakovredno dvema legijama, a je moral kljub temu, da ga je okrepil Gnej Kalpurnij Pizom s svojo berbersko konjenico, dovoliti Cezarju, da se 28. decembra 47 pr. n. št. izkrcal v bližini mesta. Po Svetoniju naj bi se Cezar ob izkrcanju spotaknil in padel, zgrabil prgišče zemlje in rekel: "Zdaj te imam, Afrika!" (Latinsko teneo te Africa). Cezarjevi poskusi pogajanja z Longom so bili zavrnjeni, vendar se  je njegova kampanja kljub temu končala z zmage nad Metelom Scipionom in Jubo pri Tapsu. Longa so zaradi denarja, ki ga je imel s seboj, ubili njegovi lastni možje in mesto je prešlo v Cezarjeve roke.
Hadrumetum je bil ena najpomembnejših skupnosti v rimski severni Afriki, zlasti zaradi rodovitnega zaledja in dobav žita Rimu. S svojim sosedom Tizdrom je bil v sporu zaradi templja boginje, enačene z Minervo, ki je stal na njuni meji.
Pod Avgustom je bil na kovancih Hadrumetuma na sprednji strani cesarjev portret, na hrbtni strani pa njegovo ime (in pogosto obraz) in naziv afriškega prokonzula. Po Avgustu so kovnico zaprli. Medtem ko je bil prokonzul Afrike  Vespazijan, se je Hadrumetum uprl, a je kljub temu je še naprej uspeval. Trajan je mestu podelil status rimske kolonije in prebivalcem rimsko državljanstvo. Iz tega obdobja je ohranjena osupljiva  zapuščina prefinjenih mozaikov in številnih zgodnjekrščanskih predmetov iz katakomb. Hadrumetum je bil drugo mesto v rimski Afriki za Kartagino in rojstni kraj Klodija Albina, ki je v 90. letih 2. stoletja poskušal postati cesar. Ob koncu 3. stoletja je postal glavno mesto nove province Bizacene.

### Kasnejša zgodovina
Leta 434 so mesto v veliki meri uničili Vandali. Njihovo goreče arijanstvo je v preostali skupnosti ustvaril številne ortodoksne mučenike. Stoletje pozneje so Bizantinci med vandalsko vojno ponovno zavzeli in obnovili Hadrumetum. V njihovi posesti je ostal do 7. stoletja, ko ga je osvojil Omajadski kalifat. 
Ruševine Hadrumetuma so v vasi Hammeim, 10 kilometrov od poznejšega Soussa. S širitvijo mesta so zdaj na njegovem obrobju. 
Med kolonialno vladavino je francoski inženir A. Daux odkril pomole trgovskega pristanišča rimskega mesta in njegovo  vojaško pristanišče. Oboje je bilo večinoma umetno in že od antike zamuljeno. Louis Carton in Abbé Leynaud sta leta 1904 odkrila krščanske katakombe. Predori so dolgi več kilometrov in polni rimskih in bizantinskih sarkofagov in napisov.

### Ruševine
Poleg punskega obzidja, rimskih pristanišč in bizantinskih katakomb so na najdišču tudi ruševine bizantinske akropole in bazilike, rimski hipodrom, cisterne za vodo, gledališče in punska nekropola.